# パット・ハーロー
パット・ハーロー（Pat Harlow 1969年3月16日- ）はカリフォルニア州ノルコ出身のアメリカンフットボール選手。NFLのニューイングランド・ペイトリオッツ、オークランド・レイダースで合計8シーズンプレーした。ポジションはオフェンシブタックル。彼の息子のショーン・ハーローも2017年のNFLドラフトでアトランタ・ファルコンズに4巡で指名された。

## 経歴
USC時代は、モリス賞を受賞した。大学時代は、QBトッド・マリノビッチ、ロドニー・ピートを守るとともに、RBリッキー・アービンスのランを助けた。
1991年のNFLドラフト1巡全体11位でニューイングランド・ペイトリオッツに指名されて入団した。1991年から1994年までは右タックルとして、4年連続で全16試合に先発出場した。
1995年8月27日のオークランド・レイダースとのプレシーズンゲームで下肢部の骨を疲労骨折、6試合に欠場した。
1996年4月17日、ドラフト2巡指名権とのトレードでオークランド・レイダースに移籍した。
レイダースでは、1996年から1998年の3シーズンで、先発30試合を含む31試合に出場した。
2016年12月、カリフォルニア州の高校のヘッドコーチに就任した。